# Psychotria marantifolia
Psychotria marantifolia O.Lachenaud est une espèce de plantes de la famille des Rubiaceae, du genre Psychotria.
C’est une plante à fleurs, on la retrouve au Cameroun.